# Bentheszikümé
Bentheszikümé görög mitológiai alak, a tengermélység istennője, Poszeidón leánya Amphitritétől. Felserdülve az aithiópiai király felesége lett. Egyik legnevezetesebb tette, hogy felnevelte apja és Khióné gyermekét, Eumolposzt, akit anyja a tengerbe akart ölni, mivel félt atyja, Boreasz dühétől. Egyik leányát is feleségül adta hozzá, ám Eumolposz annak a nővérét szerette volna elcsábítani, emiatt az aithiopiai király végül száműzte.